# Коломийцева, Татьяна Михайловна
Татьяна Михайловна Коломийцева  (бел. Таццяна Міхайлаўна Каламійцава); 2 августа 1914, Санкт-Петербург — 28 марта 1994, Минск) — советский и белорусский дирижёр, единственная женщина-дирижёр в БССР и одна из двух женщин-дирижёров в СССР. Народная артистка Белорусской ССР (1964).

## Биография
Училась в Одесской консерватории по классу дирижирования И. В. Прибика, которую окончила в 1936 году. Дирижёр Винницкого оперного театра (1937). В 1937-1939 годах работала дирижёром-ассистентом в государственном симфоническом оркестре СССР. В 1941-1944 годах преподавала в Северо-Осетинской оперной студии в г.Орджоникидзе. С 1944 по 1946 годы и с 1952 по 1993 годы дирижёр Белорусского национального театра оперы и балета. Стала музыкальным руководителем многих постановок, состоявшихся на сцене театра, в числе которых балет Генриха Вагнера «Подставная невеста», опера Евгения Тикоцкого «Алеся». В период работы Татьяны Коломийцевой на сцене театра состоялись премьеры многих классических спектаклей, а сама дирижёр всегда находилась за дирижёрским пультом только во фраке.
Скончалась 28 марта 1994 года менее чем за 5 месяцев до своего 80-летия.

## Подготовленные спектакли

### Оперы
- «Молодая гвардия» (1954)
- «Евгений Онегин» (1955)
- «Пиковая дама» (1960)
- «Обручение в монастыре» (1961)
- «Орестея» (1963) — также осуществлена запись (1965, единственная запись оперы Танеева, изданная официально)
- "Лоэнгрин"
- "Сказки Гофмана"

### Балеты
- «Пламенные сердца» (1955)
- «Тропою грома» (1960)

### Оперетты
- «Летучая мышь» (1961)

## Награды
- Орден Октябрьской Революции (1983)
- Орден Трудового Красного Знамени (25.02.1955)
- Медаль «За оборону Кавказа»
- Народная артистка Белорусской ССР (1964)